# Источники Академии Наук
Источники Академии Наук (Малые гейзеры) — минеральные источники на полуострове Камчатка.
Расположены на южном берегу озера Карымского, в 5 км к югу от вулкана Карымского. Здесь, на протяжении 2,5 км находится обширное термальное поле, множество струйчатых и фонтанирующих выходов, образующих озерки, соединённые протоками. Кроме наземных предполагается и наличие подводных выходов.
Основная группа источников Академии Наук находится на термальной площадке, поднятой на 10 м над уровнем озера Карымского. На ней действуют более десяти крупных грифонов горячей воды, из которых два иногда работают в гейзерном режиме.
Вода источников Академии Наук хлоридная натриевая с высоким содержанием кремнекислоты (340 мг/л). Общая минерализация вод до 1,2 г/л, борной кислоты — 0,053 г/л, радона в газах — 31 Е, в воде — 10,4 Е. Дебит источников — 24 л/с. Температура в некоторых грифонах достигает точки кипения.